# 魯達 (斯特雷區)
49°18′27″N 24°5′51″E / 49.30750°N 24.09750°E
魯達（羅馬化：Ruda）是烏克蘭西部的村莊，隸屬利維夫州的斯特雷區。該村面積1.89平方公里，海拔高度258米，人口600，人口密度每平方公里389.01人。